# إيفانستون (وايومنغ)
إيفانستون (بالإنجليزية: Evanston, Wyoming)‏ هي مدينة تقع في الولايات المتحدة في مقاطعة يونتا، وايومنغ. يقدر عدد سكانها بـ 12,359 نسمة ومساحتها 26.73 كم2 وترتفع عن سطح البحر 2,057 متر.

## التركيبة السكانية
قام مكتب تعداد الولايات المتحدة بتحديد بيانات التركيبة السكانية لإيفانستون في تعداد الولايات المتحدة. في ما يلي، التركيبة السكانية حسب تعدادي 2000 و2010.

### تعداد عام 2000
بلغ عدد سكان إيفانستون 11,507 نسمة بحسب تعداد عام 2000، وبلغ عدد الأسر 4,058 أسرة وعدد العائلات 2,937 عائلة مقيمة في المدينة. في حين سجلت الكثافة السكانية 1,123.2 نسمة لكل ميل مربع (433.7/كم2). وبلغ عدد الوحدات السكنية 4,665 وحدة بمتوسط كثافة قدره 455.4 نسمة لكل ميل مربع (175.8/كم2).
وتوزع التركيب العرقي للمدينة بنسبة 1.06% من الأمريكيين الأصليين و 0.40% من الأمريكيين ذوي الأصول الآسيوية و 0.08% من سكان جزر المحيط الهادئ و 0.16% من الأمريكيين الأفارقة و 1.87% من عرقين مختلطين أو أكثر. فيما شكل الهسبانيون أو اللاتينيون من أي عرق نسبة 7.29% من السكان.
بلغ عدد الأسر 4,058 أسرة كانت نسبة 44.8% منها لديها أطفال تحت سن الثامنة عشر تعيش معهم، وبلغت نسبة الأزواج القاطنين مع بعضهم البعض 56.3% من أصل المجموع الكلي للأسر، ونسبة 11.7% من الأسر كان لديها معيلات من الإناث دون وجود شريك، وكانت نسبة 27.6% من غير العائلات. تألفت نسبة 23.4% من أصل جميع الأسر من أفراد ونسبة 6.0% كانوا يعيش معهم شخص وحيد يبلغ من العمر 65 عاماً فما فوق. وبلغ متوسط حجم الأسرة المعيشية 3.30، أما متوسط حجم العائلات فبلغ 2.77.
بلغ العمر الوسطي للسكان 31 عاماً. وكانت نسبة 33.4% من القاطنين تحت سن الثامنة عشر، وكانت نسبة 9.4% بين الثامنة عشر والأربعة وعشرون عاماً، ونسبة 30.1% كانت واقعةً في الفئة العمرية ما بين الخامسة والعشرون حتى والأربعة وأربعون عاماً، ونسبة 20.0% كانت ما بين الخامسة والأربعون حتى الرابعة والستون، ونسبة 7.2% كانت ضمن فئة الخامسة والستون عاماً فما فوق. يوجد لكل 100 أنثى 101.2 ذكر، ويوجد لكل 100 أنثى في الثامنة عشر من عمرها فما فوق 97.4 ذكر.
بلغ متوسط دخل الأسرة في المدينة 42,019 دولار، أما متوسط دخل العائلة فبلغ 47,220 دولار. وكان متوسط دخل الذكور 35,843 دولار مقابل 21,710 دولار للإناث. وسجل دخل الفرد الخاص بالمدينة 16,725 دولار. وكانت نسبة 9.1% من العائلات ونسبة 11.7% من السكان تحت خط الفقر، وكان من هؤلاء نسبة 14.5% تحت سن الثامنة عشر ونسبة 5.4% في الخامسة والستين من العمر وما فوق.

### تعداد عام 2010
بلغ عدد سكان إيفانستون 12,359 نسمة بحسب تعداد عام 2010، وبلغ عدد الأسر 4,540 أسرة وعدد العائلات 3,135 عائلة مقيمة في المدينة. في حين سجلت الكثافة السكانية 1,203.4 نسمة لكل ميل مربع (464.6/كم2). وبلغ عدد الوحدات السكنية 5,111 وحدة بمتوسط كثافة قدره 497.7 لكل ميل مربع (192.2/كم2).
وتوزع التركيب العرقي للمدينة بنسبة 89.8% من البيض و 1.0% من الأمريكيين الأصليين و 0.3% من الأمريكيين ذوي الأصول الآسيوية و 0.2% من سكان جزر المحيط الهادئ و 0.3% من الأمريكيين الأفارقة و 2.5% من عرقين مختلطين أو أكثر.
بلغ عدد الأسر 4,540 أسرة كانت نسبة 39.9% منها لديها أطفال تحت سن الثامنة عشر تعيش معهم، وبلغت نسبة الأزواج القاطنين مع بعضهم البعض 51.8% من أصل المجموع الكلي للأسر، ونسبة 12.0% من الأسر كان لديها معيلات من الإناث دون وجود شريك، بينما كانت نسبة 5.2% من الأسر لديها معيلون من الذكور دون وجود شريكة وكانت نسبة 30.9% من غير العائلات. وبلغ متوسط حجم الأسرة المعيشية 3.21، أما متوسط حجم العائلات فبلغ 2.67.
بلغ العمر الوسطي للسكان 32.7 عاماً. وكانت نسبة 30% من القاطنين تحت سن الثامنة عشر، وكانت نسبة 8.5% بين الثامنة عشر والأربعة وعشرون عاماً، ونسبة 27.3% كانت واقعةً في الفئة العمرية ما بين الخامسة والعشرون حتى والأربعة وأربعون عاماً، ونسبة 25.7% كانت ما بين الخامسة والأربعون حتى الرابعة والستون، ونسبة 8.6% كانت ضمن فئة الخامسة والستون عاماً فما فوق. وتوزع التركيب الجنسي للسكان بنسبة 50.0% ذكور و50.0% إناث.